# Kortison
Kortison (17-hydroxy-11-dehydrokortikosteron) er et steroidhormon. Det er et kortikosteroid, som er nært beslægtet med kortikosteron. Det benyttes i behandling af en række lidelser og kan indgives intravenøst (direkte i en vene), oralt (via munden), intraartikulært (i et led) eller transkutant (gennem huden). 
Kortison undertrykker immunforsvaret og virker hæmmende på inflammation, smerter og hævelser. Der er risici ved lang tids brug af kortison.
Det må ikke forveksles med binyrebarkhormonet kortisol.